# 石田登星
石田 登星（いしだ とうせい、1960年7月30日 - ）は、日本の俳優。兵庫県神戸市出身。本名同じ。

## 略歴
中学・高校時代はサッカー部で活躍。通称は「せいちゃん」。
実家は中華料理店を営んでいた。
三重県立尾鷲高等学校を卒業し、上京。
1982年、円・演劇研究所に入所。
1985年に演劇集団 円の劇団員に昇格。

## 出演

### テレビドラマ
- 花嫁衣裳は誰が着る（1986年4月〜10月、フジテレビ） - 村野三郎 役
- チョッちゃん（1987年、NHK） - 北山道郎 役
- わかれ道（1988年、CBC） - 岩崎卓 役
- しらべる女（1988年、フジテレビ）
- 炎の旅路（1990年1月〜3月、東海テレビ）
- 李君の明日 (NHK） - 主演・李康浩（イ・カンホ）役
- 火曜サスペンス劇場（NTV）
  - 「女監察医・室生亜季子」シリーズ（東映） - 安田刑事 役、その他ゲスト出演
  - 「地方記者・立花陽介3釜石遠野通信局」（1994年5月24日） - 大場邦展 役
  - 「九門法律相談所8 二人の女」（1998年7月7日） - 稲垣義春 役
  - 「窓辺の女」（2001年1月、東映） - 牧義明役
  - 「松本清張スペシャル・一年半待て」（2002年1月、C.A.L） - 加賀 役
- 正しい結婚（1993年1月〜3月、東海テレビ・東宝）- 村上祐二 役
- 土曜ワイド劇場
  - 「人恋橋・幽霊殺し」（1994年） - 中垣亮介 役
  - 「事件4 生命維持装置を切った女!」（1996年） - 岡野庸彦 役
  - 「法医 歯科学の女 屋久島〜指宿 バラバラ死体が海を渡る!?」（1997年） - 守口幹也 役
  - 「新・赤かぶ検事奮戦記7 氷見線雨晴海岸から消えた女」（1998年） - 大林順三 役
  - 「森村誠一の棟居刑事・目撃美女は二度死ぬ?」（2011年）
  - 「100の資格を持つ女〜ふたりのバツイチ殺人捜査〜5 江ノ島・老舗旅館の壮絶家督争い!」（2011年） - 塚田哲夫 役
  - 「ヤメ検の女5 元検事の弁護士VSストーカー殺人!?」（2014年） - 嶋田秋俊 役
- 名奉行 遠山の金さん 第7シリーズ 第3話「白い花の恐怖 悪徳医師の陰謀」（1995年、ANB / 東映） - 三田村延石 役
- 銭形平次 第5シリーズ 第6話「遠眼鏡の中の女」（1995年、フジテレビ） - 吉住 役
- 天晴れ夜十郎（1996年） - 浅井摂津守 役
- 金曜エンタテイメント
  - 赤い霊柩車8「燃える棺」（1997年、フジテレビ） - 工藤健一 役
  - しあわせギフトお届け人「青野大洋おどる事件帖」（2003年7月25日、フジテレビ） - 平山高史 役
- 鬼平犯科帳 第7シリーズ 第13話「二人女房」（1997年、フジテレビ） - 佐吉 役
- 大河ドラマ（NHK）
  - 毛利元就（1997年） - 熊谷元直 役
  - 青天を衝け（2021年） - 金子堅太郎 役
- 新選組血風録（1998年、テレビ朝日） - 深町新作 役
- 暴れん坊将軍シリーズ（ANB / 東映）
  - 暴れん坊将軍IX 第31話「頑固爺いが一目惚れ! 襲われた蛇の目傘の女」（1999年） - 岡地玄太郎 役
  - 暴れん坊将軍X 第16話「顔の見えない逢瀬! 陰謀に利用された芸者の恋」（2000年） - 山之内三郎太 役
  - 暴れん坊将軍XI 第16話「め組出入り禁止!子守りをする吉宗」（2001年） - 松山刑部 役
  - 暴れん坊将軍XII 第7話「疑惑の家督相続!吉宗と二世を誓った女」（2002年） - 奥田源之丞 役
- 青い鳥症候群（1999年、テレビ朝日）
- 隠密奉行朝比奈 第2シリーズ 第8話「奈良・金魚になった少女」（1999年、フジテレビ）-柳沢吉里
- はぐれ刑事純情派
  - （2000年） - 植村二郎 役
  - （2002年） - 磯貝直樹 役
  - 新春SP（2002年） - 沢村刑事 役 
  - （2003年）- 工藤友也 役
- こちら第三社会部（2001年） - 田沼耕太 役
- 夜桜お染（2003年） - 真崎十太夫 役
- 女と愛とミステリー
  - 「人間の証明 2001」（2001年）
  - 「和泉教授夫妻シリーズ1 釧路湿原殺人事件」（2001年） - 梅谷伸一 役
  - 「骨壺を抱く二人の女」（2001年） - 河西刑事 役
- 水戸黄門（TBS / C.A.L）
  - 第28部 第32話「リストラをぶっ飛ばせ!・防府」（2000年11月6日）- 高山左内
  - 第29部 第3話「光圀を狙え!・潮来」（2001年4月16日） - 鎌田八郎
  - 第30部 第24話「我ら御老公の名代なり!・松山」（2002年6月24日） - 赤沢頼母
  - 第31部（2002年） - 荻原重秀
  - 第33部 第15話「暗雲晴らした鳥取城・鳥取」（2004年8月2日） - 水川庄太夫
  - 第34部 第9話「お娟の身代り見合い・盛岡」（2005年3月7日） - 大野監物
  - 第36部 第6話「印籠の故郷守る師弟愛・輪島」（2006年8月28日） - 鷲津弥五郎
  - 第37部 第7話「家族を捨てた母の愛・鶴岡」（2007年5月21日） - 矢野庄太夫 役
  - 第38部 第10話「人情長屋の心意気!・福井」（2008年3月10日） - 笠原嘉門 役
- 名奉行! 大岡越前 第1シリーズ 第2話「小問物屋彦兵衛一件」（2006年4月25日） - 島田欽之助 役
- 相棒
  - season5 第1話「杉下右京 最初の事件」（2006年10月11日） - 御手洗眞治 役
  - season22（2023年） - 蔵本啓介 役
- 次郎長背負い富士（2006年、NHK総合）
- トップセールス（2008年4月、NHK総合） - 雑誌編集長役
- 新・科捜研の女 第8シリーズFile.8（2008年、テレビ朝日） - 今岡登星 役
- その男、副署長〜京都河原町署事件ファイル〜（2008年9月、テレビ朝日）
- 京都地検の女（テレビ朝日）
  - 第5シリーズ 第3話「亡き妻に捧げる犯罪…残された夫の疑惑とは？」（2009年5月7日） - 小野原義雄 役
  - 第7シリーズ 第1話「恋人殺しの罠…それは運命の雪夜から始まった！」（2011年7月7日） - 森正孝 役
- 水曜シアター9 芸者小春姐さん奮闘記6 （2009年7月8日、テレビ東京）
- 金曜プレステージ「十津川刑事の肖像6 銚子電鉄六・四キロの追跡」（2012年9月7日、フジテレビ） - 野崎康幸 役
- 同窓生〜人は、三度、恋をする〜（2014年7月 - 9月、TBS） - 桜井修司 役
- 37.5℃の涙（2015年7月 - 9月、TBS） - 杉崎誠一郎 役
- 金曜プレミアム 「おばさんデカ 桜乙女の事件帖16」（2017年） - 木村光雄 役
- 月曜名作劇場 新・浅見光彦シリーズ「漂泊の楽人 越後〜沼津・哀しき殺人者」（2017年10月30日、TBS） - 谷山 役
- 終着駅シリーズ32（2018年） - 杉崎徹 役
- 最高のオバハン 中島ハルコ（2021年） - 三日月透 役
- 科捜研の女 season21 第16話（2022年3月24日、テレビ朝日） - 清原隆一 役
- 特捜9 season5 第11話（2022年6月15日、テレビ朝日） - 長谷川治 役

### 舞台
- 美女と野獣
- ミュージカル坂本龍馬
- 森から来たカーニバル
- あのやさしい夜の中へ
- 死と乙女
- マクベス（2005年7月22日〜31日/演劇集団 円）
- ファウスト（2006年7月21日〜30日/演劇集団 円）
- オセロー（2007年7月20日〜29日/演劇集団 円）
- ホームカミング（2010年4月/演劇集団 円）
- シーンズ フロム ザ ビッグ ピクチュアー（2010年10月/演劇集団 円、紀伊国屋ホール）
- ルーマーズ　〜口から耳へ、耳から口へ〜（2012年10月18日〜11月4日・ル テアトル銀座 by PARCO、同11月8日〜11日・梅田芸術劇場シアター・ドラマシティ）

### 吹き替え
- ER緊急救命室シーズンⅩ・ⅩⅡ・ⅩⅢ - ネルソン〈モーリー・スターリング〉 役
- 不屈の男 アンブロークン - ジョン・フィッツジェラルド〈ギャレット・ヘドランド〉 役

### バラエティ番組
- ウソップランド（1983-1984年 テレビ朝日）

### ラジオ
- ラジオシアター〜文学の扉（TBSラジオ）
  - 「めでたい結末」（2013年11月7日）
  - 「復讐の鬼」（2013年11月10日）
- 没後400年記念特別番組　シェイクスピアが教えてくれた「ヴェニスの商人」（2016年12月23日、NHKラジオ第1） - モロッコ大公・サリーリオ 役
- FMシアター「荒地のひと」（2019年9月7日、NHK-FM）
- 青春アドベンチャー「女だてら」（2021年6月28日 - 7月16日、NHK-FM）